# Пенемюнде
Пенемюнде (нем. Peenemünde) — коммуна в Германии (ФРГ), в земле (государстве) Мекленбург-Передняя Померания. 
Коммуна входит в состав района Передняя Померания-Грайфсвальд. Подчиняется управлению Узедом-Норд. Население составляет 326 человек (на 31 декабря 2010 года). Занимает площадь 24,97 км².

## История
На территории нынешней коммуны располагался ракетный полигон Пенемюнде, созданный в 1937 году. После разгрома Германии во Второй Мировой войне лаборатории, служившие центром немецких исследований в области реактивных снарядов, опытные станции и испытательные стенды для Фау-2 в Пенемюнде стали объектом МВД СССР. Позже все объекты были переданы властям Германской Демократической Республики.

## Население
| Год  | Численность | Численность |
| ---- | ----------- | ----------- |
| 2017 | 292         | [ 1 ]       |
| 2019 | 323         | [ 5 ]       |
| 2021 | 343         | [ 6 ]       |
| 2022 | 351         | [ 7 ]       |
| 2023 | 370         | [ 2 ]       |

## События
8 февраля 2020 года в Пенемюнде состоялась торжественная церемония в честь 75-летия побега военнопленных во главе с Героем Советского Союза лётчиком Михаилом Девятаевым. Организатором памятной церемонии выступил Фонд Александра Печерского, мероприятие вошло в программу проекта «Непокорённые. Сопротивление в фашистских концлагерях».